# Lyuben Kostov
Lyuben Kostov (bulgare : Любен Костов) (né le 8 mars 1935 à Varna en Bulgarie) est un joueur de football bulgare.